# Pawieł Konowałow (kajakarz)
Pawieł Anatoljewicz Konowałow (ros. Павел Анатольевич Коновалов, ur. 25 sierpnia 1967 w Nowokujbyszewsku) – rosyjski kajakarz kanadyjkarz, mistrz świata i Europy, olimpijczyk.

## Kariera sportowa
Zdobył dwa srebrne medale w wyścigach kanadyjek czwórek (C-4) na dystansach 500 metrów i 1000 metrów na mistrzostwach świata w 1993 w Kopenhadze (razem z nim na obu dystansach płynęli Andriej Kabanow, Siergiej Cziemierow i Aleksandr Kostogłod). Na kolejnych mistrzostwach świata w 1994 w Meksyku zwyciężył w konkurencji C-4 na 200 metrów (również z Kabanowem, Cziemierowem i Kostogłodem), a także zajął w wyścigach czwórek 5. miejsce na 500 metrów i 7. miejsce na 1000 metrów, a na mistrzostwach świata w 1995 w Duisburgu zajął 4. miejsca w wyścigu czwórek na 200 metrów i dwójek (C-2) na 500 metrów oraz 9. miejsce w wyścigu dwójek na 1000 metrów.
Startując w dwójce w Kabanowem zajął 6. miejsce w wyścigu kanadyjek na 500 metrów na igrzyskach olimpijskich w 1996 w Atlancie. Zdobył trzy medale na mistrzostwach Europy w 1997 w Płowdiwie: w dwójce z Władimirem Ładoszą złoty na 200 metrów i brązowy na 500 metrów, a w czwórce z Ładoszą, Władisławem Połzunowem i Kostogłodem złoty na 200 metrów. Na mistrzostwach świata w 1997 w Dartmouth zdobył wraz z Ładoszą srebrny medal w wyścigu dwójek na 200 metrów, a także zajął 7. miejsce w konkurencji C-4 na 200 metrów. Zdobył brązowe medale w wyścigach czwórek na 200 metrów (z Konstantinem Fomiczowem, Ładoszą i Kostogłodem) i na 500 metrów (z Połzunowem, Ładoszą i Kabanowem) na mistrzostwach świata w 1998 w Segedynie oraz złoty medal w wyścigu czwórek na 500 metrów (z Połzunowem, Kabanowem i Ładoszą) na mistrzostwach Europy w 2000 w Poznaniu. 
Był mistrzem ZSRR w sztafecie kanadyjek C-1 4 × 500 metrów w 1986, a także mistrzem Rosji w konkurencji kanadyjek dwójek na 200 metrów w 1995, 1997 i 1998. na 500 metrów w 1995 i 1997 oraz na 1000 metrów w 1993 i 1994, a w wyścigach czwórek na 200 metrów w 1994, 1995 i 1997, na 500 metrów w 1994 i 1998 oraz na 1000 metrów w 1994, 1995 i 1997.